# Рамон Діно
Рамон Роша Кейрос (Ріо Бранко, 9 лютого 1995), широко відомий як Рамон Діно або «O Dinossauro do Acre» (Динозавр з Акри), бразильський професійний
бодибілдер. Він є провідним спортсменом класичної статури в Бразилії та наразі посідає друге місце Містера Олімпії в цій категорії. Він виграв Arnold Classic Ohio у 2023 році. Його ліміт ваги у своїй категорії становить 103 кілограми (227 фунтів).
У 2018 році Діно брав участь в Olympia Brasil, одному з найпрестижніших бразильських змагань з бодибілдингу. На цій події він отримав картку Pro Card у категорії Classic Physique. У 2021 році Діно дебютував на міжнародному рівні на Містер Олімпія, посів п'яте місце. Невдовзі після цього він забезпечив собі вихід на Olympia 2022, на Expo Super Show у Ріо-де-Жанейро.
Рамон повернувся в грудні 2022 року, щоб знову взяти участь у Містері Олімпії. Бразилець посів друге місце, а через чотири місяці він брав участь в Arnold Classic Ohio 2023 року і здобув перемогу. Потім у листопаді 2023 року він брав участь у Містер Олімпія 2023 і посів друге місце в категорії Classic Physique після Кріса Бамстеда.

## Історія змагань
- Regional Championship 2016 Men's Physique — Top 2
- Regional Championship 2017 Men's Physique — Top 2
- 2018 Mr. Olympia Brasil (Top 1/ Overall) — IFBB Pro Card
- 2021 Europa Pro (Top 2) — Vaga Mr. Olympia 2021[2]
- 2021 Mr. Olympia (Top 5)[3]
- 2021 Muscle Contest Brasil (Top 1) — Vaga Mr. Olympia 2022
- 2022 Arnold Classic (Top 2)[4]
- 2022 Mr. Olympia (Top 2)[5]
- 2023 Arnold Classic (Top 1)[6]
- 2023 Mr. Olympia (Top 2)

## Спонсорська допомога
- 2020—2021: Growth Suplementos[7]
- 2021–дотепер: Max Titanium[8]